# جنوب كور (تورنتو)
جنوب كور (بالإنجليزية: South Core)‏ هو حي يقع في وسط مدينة تورونتو، أونتاريو، كندا.